# Liste de médecins

## Médecins renommés en tant que médecin ou scientifique
| Lettre | Nom                              | Année de naissance | Année de mort | Spécialité                                                 | Connu pour | Éponymie                                                                                    |
| ------ | -------------------------------- | ------------------ | ------------- | ---------------------------------------------------------- | --- | ------------------------------------------------------------------------------------------- |
| A      | Albert Adamkiewicz               | 1850               | 1921          |                                                            | | Artère d'Adamkiewickz.                                                                      |
| A      | Agnodice                         |                    |               | Gynécologie, obstétrique                                   | |                                                                                             |
| A      | Aloïs Alzheimer                  | 1864               | 1915          | Neurologie, Psychiatrie                                    | Description de la maladie d'Alzheimer. | Maladie d'Alzheimer.                                                                        |
| A      | Jean-Louis Alibert               | 1768               | 1837          | Dermatologie                                               | Fondateur de la dermatologie. | Maladie d'Alibert.                                                                          |
| A      | Anthimus                         | 511                | 534           |                                                            | De observatione ciborum. |                                                                                             |
| A      | Virginia Apgar                   | 1909               | 1974          | Anesthésie, obstétrique                                    | | Score d'Apgar.                                                                              |
| A      | Gaspare Aselli                   | ~ 1581             | 1626          |                                                            | Découverte des vaisseaux lymphatiques |                                                                                             |
| A      | Avicenne                         | 980                | 1037          |                                                            | Qanûn. |                                                                                             |
| B      | Alexandre Baréty                 | 1844               | 1918          |                                                            | | Loge de Baréty.                                                                             |
| B      | Christian Barnard                | 1922               | 2001          | Chirurgie                                                  | Première transplantation cardiaque. |                                                                                             |
| B      | Caspar Bartholin le jeune        | 1655               | 1738          |                                                            | | Glande de Bartholin                                                                         |
| B      | Charles Bell                     | 1774               | 1842          | Chirurgie                                                  | | Paralysie de Bell, Signe de Charles Bell, Nerf de Bell.                                     |
| B      | Carl August Wilhelm Berends      | 1759               | 1826          |                                                            | Über den Unterricht junger Ärzte am Krankenbett, un ouvrage sur ses expériences en enseignement de la médecine.                                                                               |                                                                                             |
| B      | Claude Bernard                   | 1813               | 1878          |                                                            | Concept d'homéostasie et de milieu intérieur. | Syndrome de Claude Bernard-Horner                                                           |
| B      | Elizabeth Blackwell              | 1821               | 1910          | Médecine préventive, hygiène, enseignement de la médecine. | Création de New York Infirmary for Women and Children et England National Health Society. |                                                                                             |
| B      | Alfred Blalock                   | 1899               | 1964          | Chirurgie                                                  | Père de la chirurgie cardiaque moderne. | Shunt de Blalock-Taussig                                                                    |
| B      | Jules Bordet                     | 1870               | 1961          | Immunologie, Microbiologie                                 | Prix Nobel de physiologie ou médecine de 1919, Travaux sur le complément. | Bordetella, Réaction Bordet-Wasserman.                                                      |
| B      | Madeleine Brès                   | 1842               | 1921          | Puériculture                                               | Travaux sur la composition du lait maternel. |                                                                                             |
| B      | Denis Parsons Burkitt            | 1911               | 1993          |                                                            | Travaux sur le lymphome de Burkitt. | Lymphome de Burkitt                                                                         |
| C      | Christian Cabrol                 | 1925               | 2017          | Chirurgie                                                  | Première transplantation cardio-pulmonaire, Première implantation de cœur artificiel. |                                                                                             |
| C      | Albert Calmette                  | 1863               | 1933          | Immunologie, Microbiologie                                 | Vaccin contre la tuberculose. | Bacille de Calmette et Guérin.                                                              |
| C      | Alexis Carrel                    | 1873               | 1944          | Chirurgie                                                  | Prix Nobel de physiologie ou médecine de 1912, Travaux sur la suture vasculaire et la transplantation, Expérience du cœur de poulet battant in vitro, L'Homme, cet inconnu.                   |                                                                                             |
| C      | Bartholomäus Carrichter          | 1510               | 1567          |                                                            | |                                                                                             |
| C      | William Bosworth Castle          | 1897               | 1990          |                                                            | | Facteur de Castle.                                                                          |
| C      | Andrea Cesalpino                 | 1519               | 1603          |                                                            | |                                                                                             |
| C      | Jean-Martin Charcot              | 1825               | 1893          | Neurologie                                                 | Description de la sclérose latérale amyotrophique. | Maladie de Charcot, Maladie de Charcot-Marie-Tooth, Pied de Charcot, Pouls lent de Charcot. |
| C      | Édouard Chassaignac              | 1804               | 1879          |                                                            | | Tubercule de Chassaignac.                                                                   |
| C      | François Chopart                 | 1743               | 1795          | Chirurgie                                                  | | Articulation de Chopart.                                                                    |
| C      | Realdo Colombo                   | 1510               | 1559          |                                                            | Première description de la circulation sanguine, De re anatomica. |                                                                                             |
| C      | Jean-Nicolas Corvisart           | 1755               | 1821          |                                                            | Médecin personnel de Napoléon Ier. |                                                                                             |
| C      | Claude Couinaud                  | 1922               | 2008          | Chirurgie                                                  | Travaux sur l'anatomie segmentaire du foie appliquée à l'hépatectomie. | Segmentation hépatique de Couinaud.                                                         |
| C      | Jean Cruveilhier                 | 1791               | 1874          | Chirurgie                                                  | | Syndrome de Cruveilhier-Baumgarten, Articulation de Cruveilhier.                            |
| C      | Harvey Cushing                   | 1869               | 1939          | Neurochirurgie                                             | Pionnier de la neurochirurgie, Développement de la mesure de la pression artérielle par le sphygmomanomètre de Scipione Riva-Rocci. Prix Pulitzer en 1926 pour The Life of Sir William Osler. | Syndrome de Cushing.                                                                        |
| D      | Jean Dausset                     | 1916               | 2009          | Immunologie                                                | Prix Nobel de physiologie ou médecine de 1980, Découverte du complexe majeur d'histocompatibilité.                                                                                            |                                                                                             |
| D      | Félix Dévé                       | 1872               | 1951          |                                                            | Travaux sur l'échinococcose. |                                                                                             |
| D      | Dioscoride                       | ~ 30               | ~ 90          |                                                            | De materia medica. |                                                                                             |
| D      | Jacopo Dondi                     | 1293               | 1359          |                                                            | Promptuarium medicinse |                                                                                             |
| D      | James Douglas                    | 1675               | 1742          | Obstétrique                                                | | Cul-de-sac de Douglas, Cri du Douglas.                                                      |
| D      | Jérémie de Drijvere              | 1504               | ~ 1550        |                                                            | |                                                                                             |
| D      | Guillaume Dupuytren              | 1777               | 1835          | Chirurgie                                                  | | Contracture de Dupuytren, Fracture de Dupuytren.                                            |
| E      | Willem Einthoven                 | 1860               | 1927          |                                                            | Prix Nobel de physiologie ou médecine de 1924, Inventeur de l'électrocardiographe. | Triangle d'Einthoven.                                                                       |
| E      | Érasistrate                      | ~ -370             | ~ -250        |                                                            | |                                                                                             |
| E      | Barthélémy Eustache              | 1500               | 1574          |                                                            | | Trompe d'Eustache, Valvule dEustache.                                                       |
| F      | Gabriel Fallope                  | 1523               | 1562          | Chirurgie                                                  | | Trompe de Fallope.                                                                          |
| F      | Louis Hubert Farrabeuf           | 1841               | 1910          | Chirurgie                                                  | | Tronc de Farrabeuf, Écarteur de Farrabeuf.                                                  |
| F      | Alexander Flemming               | 1881               | 1955          | Immunologie, Microbiologie                                 | Prix Nobel de physiologie ou médecine de 1945, Découverte de la pénicilline. |                                                                                             |
| F      | Werner Forrsmann                 | 1904               | 1979          |                                                            | Prix Nobel de physiologie ou médecine de 1956, Travaux sur le cathérisme cardiaque. |                                                                                             |
| F      | Girolamo Fracastoro              | 1478               | 1553          |                                                            | Théorie sur l'origine des maladies infectieuses, De contagione, Syphilidis, sive Morbi Gallici.                                                                                               |                                                                                             |
| F      | Sigmund Freud                    | 1856               | 1939          | Neurologie, Psychiatrie                                    | Fondateur de la psychanalyse. |                                                                                             |
| G      | Galien                           | 129                | ~ 216         |                                                            | Galénisme. |                                                                                             |
| G      | Johann Laurentius Gasser         | 1723               | 1765          |                                                            | | Ganglion de Gasser.                                                                         |
| G      | Pierre Nicolas Gerdy             | 1797               | 1856          |                                                            | | Tubercule de Gerdy.                                                                         |
| G      | Arthur Guedel                    | 1883               | 1956          | Anesthésie                                                 | Canule de Guedel. | Canule de Guedel.                                                                           |
| G      | Félix Guyon                      | 1831               | 1920          | Chirurgie                                                  | | Canal de Guyon, Seringue de Guyon, Épreuve des trois verres de Guyon.                       |
| H      | Samuel Hahnemann                 | 1755               | 1843          |                                                            | Fondateur de l'homéopathie. |                                                                                             |
| H      | Jean Hamburger                   | 1909               | 1992          | Néphrologie                                                | Première transplantation rénale en France, Création du concept de réanimation. |                                                                                             |
| H      | William Harvey                   | 1578               | 1657          |                                                            | Description de la circulation sanguine. |                                                                                             |
| H      | William Heberden                 | 1710               | 1801          |                                                            | Première description de l'angine de poitrine. | Nodules d'Heberden.                                                                         |
| H      | Richard Ladislaus Heschl         | 1824               | 1881          |                                                            | | Gyrus d'Heschl.                                                                             |
| H      | Hippocrate                       | ~ -460             | -377          |                                                            | Théorie des humeurs, Corpus hippocratique, Serment d'Hippocrate. | Serment d'Hippocrate, Hippocratisme digital.                                                |
| H      | Wilhelm His                      | 1863               | 1934          |                                                            | | Faisceau de His.                                                                            |
| H      | John Hunter                      | 1728               | 1793          | Chirurgie                                                  | Termes "Caractères sexuels primaires et secondaires". | Canal de Hunter.                                                                            |
| I      | Édouard Imbeaux                  | 1861               | 1943          |                                                            | Étude du rôle hygiénique de l'eau potable. |                                                                                             |
| J      | Eugène Jamot                     | 1879               | 1937          |                                                            | Travaux sur la trypanosomiase. |                                                                                             |
| J      | Edward Jenner                    | 1749               | 1823          |                                                            | Père de l'immunologie, Vaccination. |                                                                                             |
| K      | Kin Yamei                        | 1864               | 1934          | Médecine, nutrition, administratrice d'hôpital             | Travaux sur le soja et ses propriétés nutritionnelles, introduction du soja auprès du Département de l'agriculture des États-Unis (USDA) pendant la Première Guerre mondiale.                 |                                                                                             |
| K      | Robert Koch                      | 1843               | 1910          | Microbiologie                                              | Prix Nobel de physiologie ou médecine de 1905, Découverte de la bactérie responsable de la tuberculose.                                                                                       | Bacille de Koch, Postulats de Koch.                                                         |
| K      | Emil Theodor Kocher              | 1841               | 1917          | Chirurgie                                                  | Prix Nobel de physiologie ou médecine de 1909; Travaux sur la physiologie de la thyroïde. | Pinces de Kocher.                                                                           |
| K      | Nikolaï Korotkov                 | 1874               | 1920          | Chirurgie                                                  | Invention de la technique de mesure de la pression artérielle associant sphygmomanomètre et stéthoscope.                                                                                      | Bruits de Korotkov.                                                                         |
| K      | Emil Kraepelin                   | 1856               | 1926          | Psychiatrie                                                | Fondateur de la psychiatrie moderne. |                                                                                             |
| K      | Roland Kuhn                      | 1912               | 2005          | Psychiatrie                                                | Découverte du premier antidépresseur (l'imipramine). |                                                                                             |
| L      | Henri Laborit                    | 1914               | 1995          | Neurobiologie, Chirurgie                                   | Découverte des neuroleptiques (chlorpromazine). |                                                                                             |
| L      | René-Théophile-Hyacinthe Laennec | 1781               | 1826          |                                                            | Invention du stéthoscope, De l'Auscultation médiate. |                                                                                             |
| L      | Dominique-Jean Larrey            | 1766               | 1842          | Chirurgie                                                  | Médecine de l'avant, Ambulances. | Fente de Larrey.                                                                            |
| L      | Alphonse Laveran                 | 1845               | 1922          | Microbiologie                                              | Prix Nobel de physiologie ou médecine de 1907, Description de l'hématozoaire du paludisme. |                                                                                             |
| L      | Joseph Lister                    | 1827               | 1912          | Chirurgie                                                  | Antisepsie opératoire par usage du phénol. | Tubercule de Lister, Listeria.                                                              |
| M      | Jules Maisonneuve                | 1809               | 1897          |                                                            | | Fracture de Maisonneuve                                                                     |
| M      | Marcello Malpighi                | 1628               | 1694          |                                                            | Fondateur de l'histologie. | Corpuscule de Malpighi, Épithélium Malpighien, Cellule de Malpighi.                         |
| M      | Barry J. Marshall                | 1951               |               | Microbiologie                                              | Prix Nobel de physiologie ou médecine de 2005, Travaux sur Helicobacter pylori comme cause de la plupart des ulcères d'estomac.                                                               |                                                                                             |
| M      | Luc Montagnier                   | 1932               |               | Microbiologie                                              | Prix Nobel de physiologie ou médecine de 2008, Découverte du VIH. |                                                                                             |
| N      | Ibn Nafis                        | 1210               | 1288          |                                                            | Description de la circulation pulmonaire. |                                                                                             |
| N      | Charles Nicolle                  | 1866               | 1936          | Microbiologie                                              | Prix Nobel de physiologie ou médecine de 1928, Travaux sur le typhus et la leishmaniose. |                                                                                             |
| O      | Garcia Da Orta                   | 1501               | 1568          |                                                            | Premier traité de médecine tropicale, Colóquios dos Simples e Drogas e Cousas Medicinais da Índia.                                                                                            |                                                                                             |
| O      | William Osler                    | 1849               | 1919          |                                                            | Système de résidence. | Signe d'Osler, Faux-panaris d'Osler, Triade d'Osler, Endocardite d'Osler                    |
| P      | Charles Pajot                    | 1816               | 1896          | Obstétrique                                                | | Forceps de Pajot                                                                            |
| P      | Paracelse                        | 1493               | 1541          |                                                            | |                                                                                             |
| P      | Ambroise Paré                    | 1509               | 1590          | Chirurgie                                                  | |                                                                                             |
| P      | James Parkinson                  | 1755               | 1824          |                                                            | Description de la maladie de Parkinson. | Maladie de Parkinson.                                                                       |
| P      | Ivan Pavlov                      | 1849               | 1936          |                                                            | Prix Nobel de physiologie ou médecine de 1904, Réflexe de Pavlov. |                                                                                             |
| P      | Philippe Pinel                   |                    |               | Psychiatrie                                                | Traitement moral. |                                                                                             |
| P      | Pierre Adolphe Piorry            | 1794               | 1879          |                                                            | Plessimètre, Néologismes : (septicémie, toxine, toxémie). | Plessimètre.                                                                                |
| P      | Charles Pravaz                   | 1791               | 1853          |                                                            | Inventeur de la seringue hypodermique à piston. |                                                                                             |
| Q      | Abu Al-Quasim                    | ~ 940              | 1013          |                                                            | Al-Tasrif. |                                                                                             |
| R      | Robert Ranjard                   | 1881               | 1960          | Oto-rhino-laryngologie                                     | |                                                                                             |
| R      | Scipione Riva-Rocci              | 1863               | 1937          |                                                            | Invention du sphygmomanomètre. |                                                                                             |
| R      | Émile Roux                       | 1853               | 1933          | Microbiologie, Immunologie                                 | Découverte de la toxine diphtérique, Découverte du sérum anti-diphtérique. |                                                                                             |
| S      | Peter Safar                      | 1924               | 2003          | Anesthésie-réanimation                                     | Père de la réanimation cardio-pulmonaire, ABC of resuscitation. |                                                                                             |
| S      | Trota de Salerne                 |                    |               | Gynécologie                                                | Ouvrages De curis mulierum (Des soins des femmes), Liber de sinthomatibus mulierum (Livre des maladies des femmes) et De ornatu mulierum (Des cosmétiques des femmes).                        |                                                                                             |
| S      | Antonio Scarpa                   | 1752               | 1832          | Chirurgie                                                  | | Triangle de Scarpa.                                                                         |
| S      | Ignace Philippe Semmelweis       | 1818               | 1865          | Obstétrique                                                | Travaux sur l'hygiène et l'importance du lavage de mains. |                                                                                             |
| S      | Alexander Skene                  | 1838               | 1900          | Gynécologie                                                | | Glandes de Skene.                                                                           |
| S      | Nicolas Sténon                   | 1638               | 1686          |                                                            | | Canal de Sténon.                                                                            |
| T      | Armand Trousseau                 | 1801               | 1867          |                                                            | | Syndrome de Trousseau, Signe de Trousseau.                                                  |
| V      | André Vésale                     | 1514               | 1564          |                                                            | De humani corporis fabrica. |                                                                                             |
| W      | Julius Wagner-Jauregg            | 1857               | 1940          |                                                            | Prix Nobel de physiologie ou médecine de 1927. |                                                                                             |
| W      | Thomas Willis                    | 1621               | 1675          |                                                            | | Polygone de Willis.                                                                         |
| Y      | Alexandre Yersin                 | 1863               | 1943          | Microbiologie                                              | Découverte du bacille de la peste, Découverte de la toxine diphtérique. | Yersinia.                                                                                   |

## Médecins renommés en tant quephilosophes
- Abu Bakr Mohammad Ibn Zakariya al-Razi = Al-Razi = Ar-Razi = Ibn Zakaria = Rhazes = Rasis (864-930)
- Averroes = Abu'l Walid Muhammad ibn Rushd de Cordoue (1126-1198)
- Dorotea Bocchi (1360-1436)
- John Locke (1632-1704)
- Karl Jaspers (1883-1969), psychiatre

## Médecins renommés en tant qu'artistes

### Écrivains
- Girolamo Fracastoro (né vers 1478 ou 1483, mort en 1553), poète latin, en plus de son activité scientifique
- Rabelais (né vers 1483 ou 1494, mort en 1553)
- Arthur Conan Doyle (1859-1930)
- Anton Tchekhov (1860-1904)
- Victor Segalen (1878-1919), poète, romancier, ethnographe, sinologue, archéologue ;
- Louis-Ferdinand Céline (1894-1961)
- Mikhaïl Boulgakov (1891-1940)
- Philippe Panneton alias Ringuet (1895-1960)
- André Soubiran (1910-1999)
- Jean Reverzy (1914-1959)
- Jacques Chauviré (1915-2005)
- Marie Didier (1939- )
- Michael Crichton (1942-2008)
- Jean-Christophe Rufin (1952-) Prix Goncourt 2001 avec Rouge Brésil
- Marc Zaffran, alias Martin Winckler (1955- )

### Musiciens
- Hector Berlioz a commencé des études de médecine sans les achever (1803-1869) ;
- Alexandre Borodine (1833-1887) ;
- Zubin Mehta (1936- ), chef d'orchestre, a également commencé des études de médecine.

## Médecins renommés en tant que personnalités politiques
- Jean-Paul Marat (1743-1793)
- Nicolas Coquiart (1752-1823)
- Georges Clemenceau (1841-1929)
- Paul Lafargue (1842-1911)
- Pierre Aliker, chirurgien général (1907-2013)
- Salvador Allende (1908-1973)
- Joseph Mengele (1911-1978)
- Che Guevara (1928-1967)
- Bachar el-Assad, ophtalmologue (1965- )
- Gro Harlem Brundtland (1939- )
- Bernard Kouchner, gastro-entérologue (1939- )
- Bernard Accoyer, oto-rhino-laryngologiste (1942- )
- Jacques Bompard, chirurgien dentiste (1943- )
- Bernard Debré, urologue (1944- )
- Michèle Delaunay, cancérologue (1947- )
- Jérôme Cahuzac, chirurgien esthétique (1952- )
- Philippe Douste-Blazy, cardiologue (1953- )
- Dominique Voynet, anesthésiste (1958- )
- Agnès Buzyn, hématologue, immunologue (1962- )

## Divers
- Luc (évangéliste), (Λουκᾶς dit Saint-Luc)
- Hildegarde de Bingen (1098-1179), docteur de l'église catholique, compositrice, femme de lettres
- John Bodkin Adams, tueur en série
- Alain Bombard, navigateur
- Marina Carrère d'Encausse, animatrice de télévision
- Jean-Baptiste Charcot, explorateur polaire
- Saints Côme et Damien, considérés dans l'Église catholique comme les patrons des médecins.
- Michel Cymes, animateur de télévision
- Jean-Daniel Flaysakier, chroniqueur médical sur France 2
- Denis Mukengere Mukwege, gynécologique militant des droits humains ayant prix Nobel de la paix en 2018
- Marcel Petiot (1897-1946) tueur en série
- Harold Shipman, tueur en série
- Serge Simon, chroniqueur rugbystique sur TF1 et Eurosport, ancien pilier de rugby à XV
- Eugène Woillez
- Nguyen Van Nghi, médecin acupuncteur et auteur
- Louis-Lazare Zamenhof, ophtalmologue et inventeur de l'espéranto (1859-1917)

## Médecins de fiction

### Littérature
- Diafoirus et Monsieur Purgon, personnages du Malade imaginaire de Molière ;
- Horace Bianchon, personnage de vingt-quatre des romans de La Comédie humaine de Balzac  ;
- Docteur Jivago, personnage éponyme du roman de Boris Pasternak ;
- Le docteur Knock, personnage éponyme de Knock ou le Triomphe de la médecine, comédie de Jules Romains ;
- Pascal Rougon, personnage éponyme du Docteur Pascal, roman d'Émile Zola ;
- Bernard Rieux, personnage de La Peste, roman d'Albert Camus ;
- Le docteur Watson, ami de Sherlock Holmes dans les romans d'Arthur Conan Doyle ;
- Docteur Cottard est un personnage d'À la recherche du temps perdu ;
- le Dr Percepied, personnage d'À la recherche du temps perdu ;
- Dr Antoine Thibault, héros des Thibault (1922-1939), roman-fleuve écrit par Martin du Gard ;
- Dr Bruno Sachs, dans La Maladie de Sachs (1998) de Martin Winckler ;
- Dr Jekyll, dans L'étrange Cas du docteur Jekyll et de M. Hyde (1886) de Robert Louis Stevenson.
- Dr Jim Parsons, dans Docteur futur (1959) de Philip K. Dick.

### Télévision
- Le docteur Leonard McCoy dans l'univers de Star Trek
- le docteur Helena Russel dans la série américaine Cosmos 1999 ;
- les docteurs Green, Benton, etc. de la série américaine Urgences ;
- les docteurs Grey, Shepherd, Burke, etc. de la série américaine Grey's Anatomy ;
- le docteur Baker (Kevin Hagen) de la série américaine la Petite Maison dans la prairie ;
- le docteur Adam Bricker de la série américaine La croisière s'amuse ;
- Docteur Michaela Quinn, femme médecin (Jane Seymour) ;
- Gregory House dans la série américaine Dr House ;
- Janet Fraiser dans la série américaine Stargate SG-1 et le docteur Beckett dans Stargate Atlantis ;
- le docteur Maura Isles dans la série américaine Rizzoli & Isles ;
- le Docteur (il ne s'agit ici que d'un nom), personnage principal de la série britannique Doctor Who ;
- les docteurs Muller, Galvo et Peyrac dans la série française Équipe médicale d'urgence ;
- les docteurs Antonakis et Proust dans la série brésilienne Nina.

### Cinéma
- Le Docteur Jivago (voir littérature) ;
- Le docteur Beck (Ne le dis à personne).

### Bandes dessinées
- Docteur Saignée, ami de Miki le Ranger de EsseGesse ;
- Docteur Justice, médecin humanitaire, bande dessinée de Marcello et Ollivier ;
- Docteur Ventouse, bobologue de Claire Bretécher.

### Chanson
- Dr John : chanson de l'album The Boy Who Knew Too Much de Mika et personnage totalement inventé par le chanteur.
- Dr Robert : chanson de l'album Revolver des Beatles, écrite par John Lennon et Paul McCartney en 1966. Allusion probable au Dr Robert Freymann, célèbre dans le milieu artistique new-yorkais des années 60, délivrant toutes sortes de prescription médicales licites ou illicites, dont des amphétamines.